# Kolana szpotawe

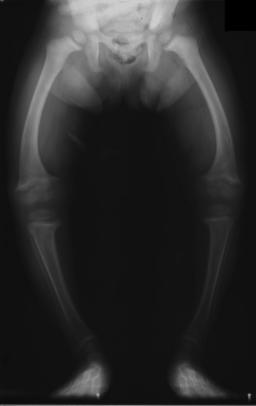
Kolana szpotawe

Kolana szpotawe (łac. genu varum) – wada kończyn dolnych polegająca na ustawieniu podudzia względem uda pod kątem otwartym do środka i wygięciu na zewnątrz trzonów kości udowej, piszczelowej i strzałkowej.

## Przyczyny
Przyczyną kolan szpotawych może być krzywica lub zbyt wczesne rozpoczęcie chodzenia. Masa ciała dziecka stanowi wtedy zbyt wielkie obciążenie dla miękkiego jeszcze kośćca.

## Zmiany chorobowe
Do zmian chorobowych występujących w kolanach szpotawych należą:
- rozciągnięcie więzadła pobocznego strzałkowego,
- skrócenie więzadła pobocznego piszczelowego,
- rozciągnięcie mięśnia dwugłowego uda i mięśni strzałkowych i przykurczenie pozostałych zginaczy,
- skręcenie kończyn do wewnątrz w stawach biodrowych,
- przeprost w stawach kolanowych,
- odsunięcie od siebie kłykci przyśrodkowych na odległość powyżej 3 cm.